# Орех калифорнийский
Оре́х калифорни́йский (лат. Juglans californica) — деревянистое растение, вид рода Орех (Juglans) семейства Ореховых (Juglandaceae).

## Ботаническое описание

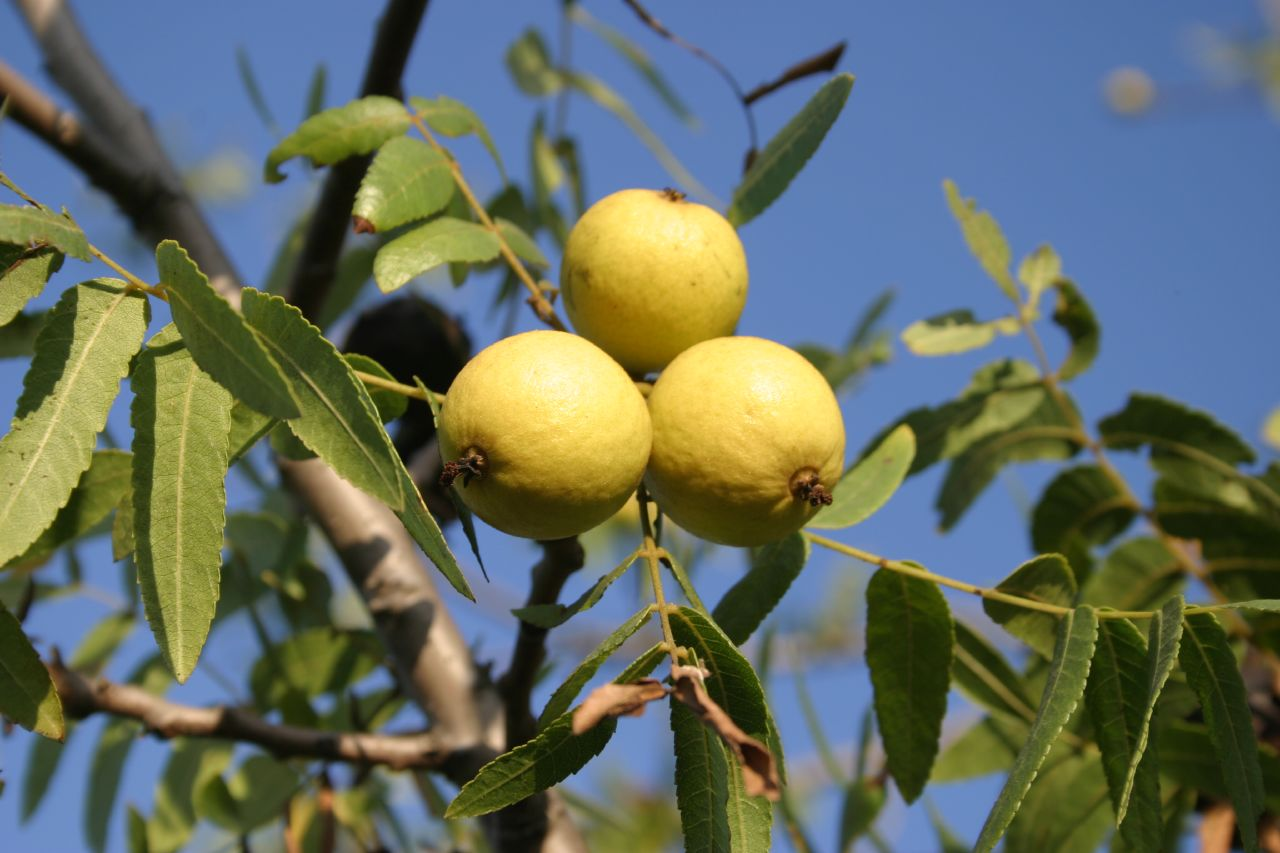
Плоды

Дерево высотой 25 метров. Листья имеют 11—19 мелкозубчатых, туповатых или несколько заострённых листочков длиной 5—10 см и шириной 3—4 см, которые опушены по стержню и жилкам. Тычинок 30—40. Серёжки длиной 5—14 см. Плод — ложная костянка круглой формы, в диаметре достигает 4—5 см, мягко опушенная. Плодов 4—5. Орех продольно-бороздчатый, круглой или яйцевидной формы, с толстой скорлупой, в диаметре достигает 2,5—3,5 см. Цветение происходит с марта по май.

## Экология и охранный статус
Орех калифорнийский произрастает на склонах и ущельях на высоте 30—900 м. Распространён в США, в штате Калифорния.
Орех калифорнийский входит в число уязвимых видов. Эти растения растут изолированными группами, ареал их произрастания сужается. Угрожающими факторами являются урбанизация, выпас скота и низкая репродуктивность.

## Классификация
Вид Орех калифорнийский входит в род Орех (Juglans) семейство Ореховые (Juglandaceae).
|  |                  |  |                     |                          |                  |  | класс Однодольные | класс Однодольные                                    |                                                      |  |  |  | ещё 7 семейств (согласно Системе APG II) | ещё 7 семейств (согласно Системе APG II) |  |  |  |  | ещё 24 вида | ещё 24 вида |
|  |                  |  |                     |                          |                  |  | класс Однодольные | класс Однодольные                                    |                                                      |  |  |  | ещё 7 семейств (согласно Системе APG II) | ещё 7 семейств (согласно Системе APG II) |  |  |  |  | ещё 24 вида | ещё 24 вида |
|  |                  |  |                     | отдел Цветковые растения |                  |  |                   |                                                      | порядок Букоцветные                                  |  |  |  |                                          | род Орех                                 |  |  |  |  |             |             |
|  |                  |  |                     | отдел Цветковые растения |                  |  |                   |                                                      | порядок Букоцветные                                  |  |  |  |                                          | род Орех                                 |  |  |  |  |             |             |
|  | царство Растения |  |                     |                          | класс Двудольные |  |                   |                                                      | семейство Ореховые                                   |  |  |  | вид Орех калифорнийский                  |                                          |  |  |  |  |             |             |
|  | царство Растения |  |                     |                          |                  |  |                   |                                                      |                                                      |  |  |  |                                          |                                          |  |  |  |  |             |             |
|  |                  |  | ещё около 21 отдела | ещё около 21 отдела      |                  |  |                   | ещё 36 порядков двудольных (согласно Системе APG II) | ещё 36 порядков двудольных (согласно Системе APG II) |  |  |  | ещё 7 родов                              | ещё 7 родов                              |  |  |  |  |             |             |
|  |                  |  |                     | ещё около 21 отдела      |                  |  |                   |                                                      | ещё 36 порядков двудольных (согласно Системе APG II) |  |  |  |                                          | ещё 7 родов                              |  |  |  |  |             |             |